# Kanashiki Kuchibue
«Kanashiki Kuchibue» (яп. 悲しき口笛 , киридзи: Канасики кутибуэ, букв. «Печальный свист») — второй изданный сингл Хибари Мисоры на основе песни из одноимённого фильма 1949 года с ней же в главной роли.

## Основные сведения
Песня на слова Такаси Фудзиуры (1898—1979) и музыку Тадаси Мандзёмэ (1905—1968). Впервые исполнена юной певицей и актрисой в 12-летнем возрасте в одноимённом фильме 1949 года киностудии Shochiku (реж. Миёдзи Иэки).
Сцена из фильма с исполнением этой песни во фрачной паре и цилиндре впоследствии становится репрезентативной иллюстрацией раннего артистизма Хибари и позднее попадает на одну из пяти почтовых марок мемориальной серии, выпущенной Министерством связи Японии по результатам всенародного опроса 1995 года о наиболее значительных личностях и событиях послевоенного 50-летия, а также становится темой нескольких памятников актрисе и певице, в частности, одного из памятников, Eternal Hibari, в Иваки (преф. Фукусима) и памятника 2002 года, установленного в её родной Иокогаме.
11 сентября 1949 года песня издаётся лейблом Nippon Columbia на сингле (формат — EP, грампластинка-миньон) в следующем составе:
- Сторона A: Kanashiki Kuchibue в исполнении Хибари Мисоры.
- Сторона B: Boogie ni ukarete (яп. ブギにうかれて, «В настроении для буги») в исполнении Марико Икэ[яп.] (1917-2000).

Как и песня, сингл становится хитом и продаётся в количестве, по крайней мере, 450 тысяч копий. Впоследствии сингл минимум единожды переиздавался в той же комбинации на аудио-CD, песня также неоднократно включалась в альбомы Мисоры.

## Другие издания на синглах (все на аудио-CD)
- Сингл издания 1 июля 1991
  1. Midaregami (みだれ髪, букв. «Растрёпанные волосы», песня 1987 года)
  2. Kanashiki Kuchibue
- Сингл издания 21 сентября 1992
  1. Midaregami
  2. Midaregami (караоке с оригинальной аранжировкой)
  3. Kanashiki Kuchibue
  4. Kanashiki Kuchibue (караоке)
- Макси-ингл издания 21 марта 1994
  1. Kanashiki Kuchibue
  2. Kanashiki Kuchibue (караоке)
  3. Tokyo Kid
  4. Tokyo Kid (караоке)
  5. Echigojishi no uta (越後獅子の唄, примерно «Песня уличных актёров»)
  6. Echigojishi no uta (караоке)
  7. Minatomachi jūsan-banchi (港町十三番地, примерно «Квартал портовый, дом 13»)
  8. Minatomachi jūsan-banchi (караоке)
- Сингл издания 20 августа 2003
  1. Kanashiki Kuchibue
  2. Hibari no Hanauri Musume (ひばりの花売娘, букв. «„Цветочница“, версия Хибари»)
  3. Kanashiki Kuchibue (караоке с оригинальной аранжировкой)
  4. Hibari no Hanauri Musume (караоке с оригинальной аранжировкой)

## Кавер-версии других исполнителей
- Мияко Оцуки[яп.] (в альбоме 「悲しい酒~美空ひばりを歌う~」 24 июля 1998, альбом переиздан 5 декабря 2007[6])
- Нобуясу Окабаяси[англ.] (в альбоме REQUIEM: HIBARI on my MIND, 20 января 2010[7])
- Сатоко Кода[яп.], скрипка (в альбоме 「川の流れのように」, 20 марта 1999, переиздан 18 февраля 2004[8])
- Такако Хагивара, флейта (в альбоме 「愛燦燦~美空ひばり・オン・フルート」, 17 марта 2001[9])